# Atlanta Soccer Club
Atlanta Soccer Club é um time americano de futebol  baseado em Atlanta, Geórgia que joga na National Independent Soccer Association, uma liga profissional da Divisão III. Fundada em 2007 como Atlanta FC, tornou-se a equipe reserva do Atlanta Silverbacks em 2011 e assumiu o nome da primeira equipe quando desistiu em 2016. Em 4 de janeiro de 2019, o clube anunciou que havia se separado do grupo que administrava o Atlanta Silverbacks Park, seu estádio, e teve que mudar seu nome como resultado. O novo logotipo e cores se referem ao pêssego, um símbolo do estado da Geórgia.
A equipe jogou seus jogos em casa no Silverbacks Park de 2011 a 2018. O Atlanta SC jogará agora em casa na St. Francis High School em Alpharetta, Georgia.

## História
O grupo proprietário original do Atlanta FC incluía uma ampla seção da comunidade de futebol local da Geórgia. O conselho de administração incluía membros proeminentes de grandes ligas amadoras, clubes juvenis de elite e organizações populares, reunindo representantes dos grupos que dirigem futebol nos Estados Unidos.
O clube nasceu de uma equipe sub 23, o Lawrenceville FC, que se uniu para fazer uma corrida bem-sucedida até a final da Copa Nacional de 2007. Esta equipe uniu jogadores de diversas nacionalidades, como por exemplo EUA, México, El Salvador, Costa Rica e Honduras alinhados ao lado de jogadores do Peru, Colômbia, Gana, Serra Leoa, Porto Rico e Romênia. Após o término do torneio, foram realizadas conversas sobre como continuar esse projeto para beneficiar os jogadores envolvidos e a comunidade em geral. O NPSL começou a procurar grupos de proprietários interessados para a sua nova Conferência Sudeste na mesma época, e o Atlanta FC se juntou à temporada inaugural da divisão. Essa equipe ganhou a NPSL Southeast Conference em sua primeira temporada, perdendo nos playoffs para o Midwest Champions St. Paul Twin Stars .
Ramiro Canovas foi um dos artilheiros da liga em 2008, com cinco gols no NPSL e nove no geral (incluindo a qualificação da US Open Cup). Luis Sandoval e Robert Munilla também foram nomeados para a equipe do NPSL All-Star de 2008.
Em 2009, o clube chegou à 1ª rodada da US Open Lamar Hunt e terminou como vice-campeão na classificação da USASA Region III Open Cup. A equipe perdeu 2-0 para a Charleston Battery .
Em 3 de fevereiro de 2011, os grupos de proprietários do Atlanta FC e da equipe do Atlanta Silverbacks NASL anunciaram que formariam parceria com a equipe e seriam renomeados como Atlanta Silverbacks Reserves. Em um comunicado à imprensa, o grupo de propriedade dos Silverbacks explicou que "os Reserves terão um link direto para permitir aos jogadores a oportunidade de avançar para o nível profissional. Enquanto isso, a equipe técnica dos Silverbacks aproveitará a oportunidade de explorar o desenvolvimento de talentos e convocar jogadores para a equipe profissional, conforme necessário. "
Durante a primeira temporada jogando como Reservas, o goleiro Eric Ati foi contratado para o primeiro time após a temporada de Reservas no NPSL. Kingsley Morgan foi nomeado para a equipe do NPSL All-Star. A equipe terminou em quarto lugar em uma região altamente competitiva do NPSL South.
Em 22 de fevereiro de 2013, eles anunciaram que estariam em hiato para a temporada da NPSL de 2013 . A equipe voltou ao campo para a temporada de 2014 e terminou a temporada regular em segundo lugar na Conferência Sudeste da Região Sul do NPSL. A equipe ficou conhecida simplesmente como Atlanta Silverbacks desde o final da temporada de 2015, quando o clube matriz foi dissolvido devido à falta de propriedade local adequada.